# Rajd Dolnośląski 2017
51. Rajd Dolnośląski – 51. edycja Rajdu Dolnośląskiego. To rajd samochodowy, który był rozgrywany od 7 do 9 września 2017 roku. Bazą rajdu było miasto Duszniki-Zdrój. Była to czwarta runda rajdowych samochodowych mistrzostw Polski w roku 2017.

## Wyniki końcowe rajdu[1]
| Miejsce | Kierowca            | Pilot               | Samochód                 | Czas      | Strata   | Grupa Klasa | Punkty |
| ------- | ------------------- | ------------------- | ------------------------ | --------- | -------- | ----------- | ------ |
| 1       | Filip Nivette       | Kamil Heller        | Škoda Fabia R5           | 1:14:59,3 | –        | 2           | 25+3   |
| 2       | Zbigniew Gabryś     | Artur Natkaniec     | Ford Fiesta R5           | 1:16:20,9 | +1:21,6  | 2           | 18+2   |
| 3       | Tomasz Kasperczyk   | Damian Syty         | Ford Fiesta R5           | 1:16:21,7 | +1:22,4  | 2           | 15+1   |
| 4       | Mikołaj Marczyk     | Szymon Gospodarczyk | Subaru Impreza STi N15   | 1:21:07,0 | +6:07,7  | Open N      | 12     |
| 5       | Łukasz Kotarba      | Tomasz Kotarba      | Mitsubishi Lancer Evo IX | 1:21:25,2 | +6:25,9  | Open N      | 10     |
| 6       | Marcin Słobodzian   | Jakub Wróbel        | Subaru Impreza STi N15   | 1:21:27,6 | +6:28,3  | Open N      | 8      |
| 7       | Jacek Jurecki       | Michał Trela        | Peugeot 208 R2           | 1:22:30,6 | +7:31,3  | 4           | 6      |
| 8       | Łukasz Byśkiniewicz | Tomasz Borko        | Opel Adam R2             | 1:22:44,5 | +7:45,2  | 4           | 4      |
| 9       | Tomasz Gryc         | Michał Kuśnierz     | Peugeot 208 R2           | 1:22:44,7 | +7:45,4  | 4           | 2      |
| 10      | Dariusz Lamot       | Jarosław Hryniuk    | Peugeot 208 R2           | 1:26:54,2 | +11:54,9 | 4           | 1      |